# Madame (película)
Madame es una película francesa de comedia dramática de 2017 dirigida por Amanda Sthers. 

## Sinopsis
Anne y Bob, una pareja estadounidense que vive en París, organizan una cena e invitan a doce amigos. El hijo de Bob llega por sorpresa y el número total de invitados es ahora de 13. La supersticiosa Anne le pide a su doncella, María, que finja ser una rica amiga española y se una a la mesa. María conoce a David, un aristócrata británico. Ambos se gustan y continúan su relación. 

## Reparto
- Harvey Keitel como Bob Fredericks.
- Toni Collette como Anne Fredericks.
- Rossy de Palma como Maria.
- Michael Smiley como David Morgan.
- Brendan Patricks como Toby.
- Sonia Rolland
- Stanislas Merhar como Antoine Bernard.
- Sue Cann como Mandy.
- Tom Hughes como Steven Fredericks.
- Joséphine de La Baume como Fanny.
- Ginnie Watson como Jane Millerton.
- Tim Fellingham como Michael.
- Violaine Gillibert como Hélène Bernard.
- Alex Vizorek como Jacques.
- Ariane Seguillon como Josiane.
- Salomé Partouche como Gabriella.

## Producción
La película comenzó a rodarse en París el 20 de julio de 2016 durante seis semanas.

## Recepción
Madame ha recibido reseñas mixtas de parte de la crítica y de la audiencia. En el sitio web especializado Rotten Tomatoes, la película posee una aprobación de 44%, basada en 36 reseñas, con una calificación de 5.4/10 y con un consenso crítico que dice: "Las trampas retrógradas de Madame son aún más pesadas por los personajes desagradables y una incapacidad general para hacer justicia a sus temas." De parte de la audiencia tiene una aprobación de 56%, basada en 152 votos, con una calificación de 3.5/5.
El sitio web Metacritic le ha dado a la película una puntuación de 45 de 100, basada en 6 reseñas, indicando "reseñas mixtas". En el sitio IMDb los usuarios le han dado una calificación de 6.1/10, sobre la base de 7935 votos. En la página FilmAffinity la cinta tiene una calificación de 5.2/10, basada en 981 votos.